# Sugar Papi
Sugar Papi es el quinto álbum de estudio del DJ y productor discográfico estadounidense Marshmello. Fue lanzado el 3 de noviembre de 2023 bajo el sello de Joytime Collective. Con este álbum, Marshmello experimenta con diferentes ritmos de música latina, para lo cual se contó las colaboraciones de Young Miko, Lil Cake, Brray, Manuel Turizo, Tiago PZK, Anuel AA, Farruko, Polimá Westcoast, Nicky Jam, ChocQuibTown, Luísa Sonza y Fuerza Regida.

## Antecedentes y lanzamiento
A finales de octubre de 2023, Marshmello anunció Sugar papi y programado para ser lanzado el 3 de noviembre. Unos días antes del lanzamiento, compartió una vista previa de una de sus nuevas canciones con una duración de 30 segundos, «Alcohol», junto al cantante puertorriqueño Anuel AA.

## Sencillos
El sencillo debut de este álbum, «El merengue», junto al cantante colombiano Manuel Turizo, fue lanzado el 3 de marzo de 2023 y recibió un gran éxito.
El segundo sencillo, «Esta vida», junto al cantante puertorriqueño Farruko, fue lanzado el 14 de abril de 2023.
«Como yo :(» junto al cantante argentino Tiago PZK fue lanzado como tercer sencillo el 23 de junio de 2023.
El 18 de agosto de 2023 se lanzó el cuarto sencillo «Tempo» junto a la cantante puertorriqueña Young Miko.

## Composición
El álbum tiene 11 canciones, y cada canción presenta una colaboración junto a otro o más cantantes y únicamente, cada canción interpretada por ellos. Además, el álbum presenta géneros mayoritariamente como la música electrónica y el reguetón, pero también tiene géneros como el trap latino, pop latino, merengue, entre otros.

### Canciones
El álbum abre con «Tempo», una colaboración junto a la cantante puertorriqueña Young Miko, que fusiona elementos de trap contundentes y resalta un instribillo inspirado por el jersey club mientras que la letra fomenta la expresión personal, la positividad corporal y la aceptación de la sexualidad sin vergüenza ni inhibiciones. Le sigue «Tusi», junto al cantante argentino LiL CaKe y el cantante puertorriqueño Brray; es una canción de reguetón en la que líricamente retrata la emoción y la naturaleza hedonista de una fiesta, centrándose en los temas de drogas, indulgencia y libertad sexual. La tercera pista, «El merengue», junto al cantante colombiano Manuel Turizo, es una canción de EDM y pop latino para fusionar y hacer sonar como un «merengue tropical» y la letra habla sobre los arrepentimientos y anhelos de un hombre por una mujer a la que todavía ama. La cuarta pista, «Como yo :(», junto al cantante argentino Tiago PZK, tiene ritmos de pop de ensueño y una percusión optimista, con una «mezcla perfecta entre melodías melancólicas y producción nostálgica». Su letra cuenta la historia de un desamor y el dolor de perder a un ser querido. Le sigue la quinta pista «Alcohol», junto al cantante puertorriqueño Anuel AA que fusiona siniestros sintetizadores con un melancólico ritmo de reguetón. Las letras describen la emoción y la libertad que se siente al soltarse y disfrutar cuando el sol se pone. La sexta pista, «Esta vida», junto al cantante puertorriqueño Farruko, es una canción de EDM y ritmo de house. La letra explora la idea de vivir la vida para uno mismo y no buscar validación o aprobación de otros. La séptima pista, «Super High», con el rapero chileno Polimá Westcoast, también es una canción de EDM con toques de trance, mientras que la letra habla sobre la embriagadora sensación de estar enamorado y el deseo de escapar y pasar un tiempo despreocupado con alguien especial. La octava pista, «Say Woah!», junto con el cantante estadounidense Nicky Jam, es una animada canción de reguetón que se centra en la alegría y emoción de una noche salvaje de fiesta. El álbum sigue con la novena pista «Dónde están que no los veo» junto a la banda colombiana ChocQuibTown, también es una canción EDM, con tintes de bachata. Las letras retratan una escena donde la fiesta está en pleno apogeo y los artistas se preguntan dónde están sus amigos u otros asistentes que no pueden ver. La décima pista y única canción en portugués del álbum, «Sou musa do verão» junto a la cantante brasileña Luísa Sonza, es una canción de «fusión única de elementos del funk brasileño» con sintetizadores electrónicos, con sonidos de trap al final. Su lírica celebra la liberación sexual, la confianza en uno mismo y el deseo de conexiones físicas y emocionales intensas. El álbum cierra con «Harley Quinn», junto a la banda estadounidense de música regional mexicana, Fuerza Regida, que incorpora el género del regional mexicano con elementos de EDM y reguetón, y su lírica retrata una historia de un estilo de vida salvaje y audaz.

## Lista de canciones
| Lista de canciones de Sugar Papi |                                                     | |                                                              |          |  |
| N.º                              | Título                                              | Escritor(es) | Productor(es)                                                | Duración |  |
| 1.                               | «Tempo» (junto a Young Miko)                        | Christopher Comstock María Victoria Ramírez Héctor C. López Lil México Diego López Crespo Michael Mule Isaac de Boni                                                               | Marshmello Caleb Calloway Mauro Lil México FNZ               | 1:48     |  |
| 2.                               | «Tusi» (junto a Lil Cake y Brray)                   | Christopher Comstock Lennex Valentino Laborde Bryan García Quinones KRZ Juan Romero Hayden Tree Kamil Jacob Assad                                                                  | Marshmello Lennex Munk                                       | 2:40     |  |
| 3.                               | «El merengue» (junto a Manuel Turizo)               | Christopher Comstock Manuel Turizo Zapata Edgar Barrera Julián Turizo Zapata Miguel Andrés Martínez Perea Carolina Isabel Colón Juarbe Nicolás José Cotton Juan Diego Medina Vélez | Marshmello Nico Cotton Slow Mike Edgar Barrera               | 3:10     |  |
| 4.                               | «Como yo :(» (junto a Tiago PZK)                    | Christopher Comstock Edgar Barrera Tiago Uriel Pacheco Lezcano Elena Rose Adrián Augusto Sánchez                                                                                   | Marshmello Edgar Barrera Eydren                              | 2:22     |  |
| 5.                               | «Alcohol» (junto a Anuel AA)                        | Christopher Comstock Emmanuel Gazmey Santiago Walo Eduardo Borges Omar Alejandro García Omar Fernando García Adrián Augusto Sánchez                                                | Marshmello Eydren ØMG                                        | 2:52     |  |
| 6.                               | «Esta vida» (junto a Farruko)                       | Christopher Comstock Carlos Efrén Reyes Rosado Marcos Pérez Nestor Alexander Santana Castillo Luis A. Oneill Jerónimo Hernández de la Cruz Franklin Jovani Martínez                | Marshmello SharoTowers J Cross K LO K                        | 3:30     |  |
| 7.                               | «Super High» (junto a Polimá Westcoast)             | Christopher Comstock Polimá Ngangu Miguel Orellana Adrián Augusto Sánchez Jorge Milliano Omar Fernando García Omar Alejandro García Walo Eduardo Borges Daniel Tenorio             | Marshmello Eydren ØMG Jorge Milliano                         | 2:30     |  |
| 8.                               | «Say Woah!» (junto a Nicky Jam)                     | Christopher Comstock Nick Rivera Caminero Jorge Milliano Juan Diego Medina Vélez Samantha Cámara Pablo Feliú                                                                       | Marshmello Jorge Milliano                                    | 2:18     |  |
| 9.                               | «Dónde están que no los veo» (junto a ChocQuibTown) | Christopher Comstock Dj Trone Gloria Emilce Martínez Perea Miguel Andrés Martínez Perea Carlos Valencia Prieto Hayden Tree                                                         | Marshmello Dj Trone Slow Mike Munk                           | 3:34     |  |
| 10.                              | «Sou musa do verão» (junto a Luísa Sonza)           | Christopher Comstock Luísa Sonza OG Parker Earwulf Douglas Moda NJOMZA Hayden Tree Carolzinha                                                                                      | Marshmello OG Parker Munk Earwulf                            | 3:08     |  |
| 11.                              | «Harley Quinn» (junto a Fuerza Regida)              | Jesús Ortíz Paz Jonathan Caro Miguel Armenta Jesús Rodríguez Jr. Moisés López Osbaldo Sánchez Daniel Gutiérrez                                                                     | Marshmello Jesús Ortíz Paz Miguel Armenta Ángel Tumbado Munk | 2:23     |  |
| 30:15                            |                                                     | |                                                              |          |  |

## Posicionamiento en listas
| Lista (2023)                      | Mejor posición |
| --------------------------------- | -------------- |
| España (Promusicae)               | 48             |
| Estados Unidos (Billboard 200)    | 97             |
| Estados Unidos (Top Latin Albums) | 9              |